# 扶桑歌
扶桑歌（ふそうか）は、大日本帝国陸軍軍楽隊の招聘教官（いわゆる「お雇い外国人」）として来日したフランス軍軍楽教官シャルル・ルルーによって、1886年（明治19年）に作曲された軍歌である。
「日本国皇帝に献ず。日本の分列行進曲。明治18年(1885年)11月9日、宮中において陸軍教導団軍楽隊に依って初演」
と注してフランスで出版された。
この曲と、同じくルルーの作になる『抜刀隊』の二つがアレンジされ、陸軍観兵式分列行進曲「扶桑歌」（陸軍分列行進曲）がつくられた。

## 歌詞
扶桑歌
わが天皇の治めしる　わが日の本は万世も
やほ万世も動かねど　神の万世より神ながら
治めたまへばとことはに　動かぬ御代と変はらぬぞ
四方に輝く御稜威は　月日の如く照すなり
かかるめでたきわが国ぞ　やよ国民よ朝夕に
天皇が恵に報はんと　心を合はせひたぶるに
尽せよや人ちからをも　あはせて尽せ人々よ